# Bob Hope
Bob Hope, nato Leslie Townes Hope (Londra, 29 maggio 1903 – Los Angeles, 27 luglio 2003), è stato un comico, cabarettista, attore, cantante e conduttore televisivo britannico naturalizzato statunitense.

## Biografia
Quinto di sette figli, nacque a Eltham in una famiglia modesta; il padre, William Henry Hope, inglese, operaio e muratore, e la madre, Avis Townes, gallese, ex cantante di operetta, donna delle pulizie. Alla ricerca di una migliore condizione sociale, la famiglia Hope si trasferì nel 1908 negli Stati Uniti, e Bob ottenne la cittadinanza nel 1920. Da giovane intraprese vari lavori e attività sportive, tra cui il pugilato in cui si cimentò assumendo il nome di Packy East. Appassionato di recitazione, il giovane Bob negli anni venti fu uno degli animatori del vaudeville newyorchese.
Negli anni trenta esordì al cinema con la commedia musicale Going Spanish, diretto da Al Christie. Contemporaneamente fu uno dei pionieri delle trasmissioni televisive statunitensi, partecipando ai test sperimentali della CBS, con cui collaborò per oltre sessant'anni. Grande amico di Bing Crosby, duettò spesso con il cantante in svariate pellicole degli anni quaranta e cinquanta.
Molto conosciuto in America anche come barzellettiere e battutista, Bob Hope fu un continuo sostenitore delle missioni militari statunitensi e, a partire dalla seconda guerra mondiale, non fece mai mancare il suo apporto artistico alle truppe inviate all'estero. Fu insignito di quattro Oscar alla carriera e speciali per meriti umanitari. Il 20 gennaio 1969 il Presidente Lyndon B. Johnson gli concesse la medaglia presidenziale della libertà. Morì all'età di 100 anni nella sua casa californiana.

## Filmografia

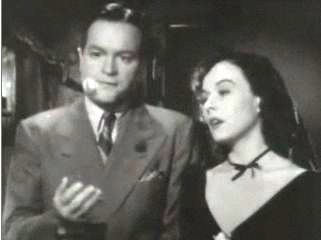
Con Paulette Goddard in La donna e lo spettro

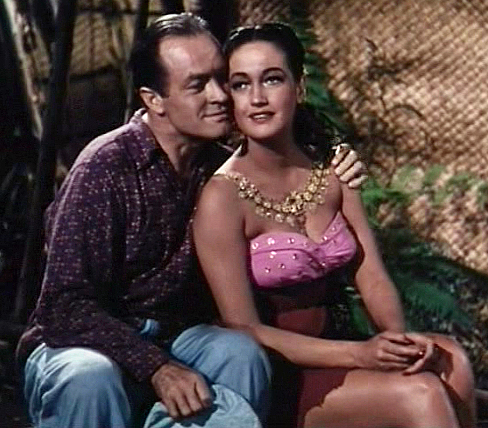
Hope e Dorothy Lamour in La principessa di Bali

- Going Spanish, regia di Al Christie (1934) (corto)
- Soup for Nuts, regia di Milton Schwarzwald (1934) (corto)
- Paree, Paree, regia di Roy Mack (1934) (corto)
- The Old Grey Mayor, regia di Lloyd French (1935) (corto)
- Calling All Tars, regia di Lloyd French (1935) (corto)
- Watch the Birdie, regia di Lloyd French (1935) (corto)
- Double Exposure, regia di Lloyd French (1935) (corto)
- Shop Talk, regia di Lloyd French (1936) (corto)
- Ritmi a scuola (College Swing), regia di Raoul Walsh (1938)
- The Big Broadcast of 1938, regia di Mitchell Leisen e James P. Hogan (non accreditato) (1938)
- Give Me a Sailor, regia di Elliott Nugent (1938)
- Thanks for the Memory, regia di George Archainbaud (1938)
- Tira a campare! (Never Say Die), regia di Elliott Nugent (1939)
- Some Like It Hot, regia di George Archainbaud (1939)
- Il fantasma di mezzanotte (The Cat and the Canary), regia di Elliot Nugent (1939)
- La danzatrice di Singapore (Road to Singapore), regia di Victor Schertzinger (1940)
- La donna e lo spettro (The Ghost Breakers), regia di George Marshall (1940)
- Avventura a Zanzibar (Road to Zanzibar), regia di Victor Schertzinger (1941)
- Un pazzo va alla guerra (Caught in the Draft) (1941), regia di David Butler
- Nothing but the Truth, regia di Elliott Nugent (1941)
- Il Re della Louisiana (Louisiana Purchase), regia di Irving Cummings (1941)
- Avventura al Marocco (Road to Morocco), regia di David Butler (1942)
- Signorine, non guardate i marinai (Star Spangled Rhythm), regia di George Marshall e A. Edward Sutherland (1942)
- Lo scorpione d'oro (My Favorite Blonde), regia di Sidney Lanfield (1942)
- Strictly G.I. (1943) (corto)
- Ho salvato l'America (They Got Me Covered), regia di David Butler (1943)
- Vogliamo dimagrire (Let's Face It), regia di Sidney Lanfield (1943)
- Il pirata e la principessa (The Princess and the Pirate), regia di David Butler (1944)
- Hollywood Victory Caravan, regia di William D. Russell (1945) (corto)
- Monsieur Beaucaire, regia di George Marshall (1946)
- I cercatori d'oro (Road to Utopia), regia di Hal Walker (1946)
- La mia brunetta preferita (My Favorite Brunette), regia di Elliott Nugent (1947)
- Avventura in Brasile (Road to Rio), regia di Norman Z. McLeod (1947)
- Rivista di stelle (Variety Girl), regia di George Marshall (1947)
- La congiura di Barovia (Where There's Life), regia di Sidney Lanfield (1947)
- Viso pallido (The Paleface), regia di Norman Z. McLeod (1948)
- Come divenni padre (Sorrowful Jones), regia di Sidney Lanfield (1949)
- Il grande amante (The Great Lover), regia di Alexander Hall (1949)
- Ai vostri ordini signora! (Fancy Pants), regia di George Marshall (1950)
- Il ratto delle zitelle (The Lemon Drop Kid), regia di Sidney Lanfield (1951)
- L'avventuriera di Tangeri (My Favorite Spy), regia di Norman Z. McLeod (1951)
- Il più grande spettacolo del mondo (The Greatest Show on Earth), regia di Cecil B. DeMille (1952) (non accreditato)
- Il figlio di viso pallido (The Son of Paleface), regia di Frank Tashlin (1952)
- La principessa di Bali (Road to Bali), regia di Hal Walker (1952)
- Morti di paura (Scared Stiff), regia di George Marshall (1953) (non accreditato)
- Polizia militare (Off Limits), regia di George Marshall (1953)
- Arrivan le ragazze (Here Come the Girls), regia di Claude Binyon (1953)
- La grande notte di Casanova (Casanova's Big Night), regia di Norman Z. McLeod (1954)
- Eravamo sette fratelli (The Seven Little Foys), regia di Melville Shavelson (1955)
- Quel certo non so che (That Certain Feeling), regia di Melvin Frank e Norman Panama (1956)
- La sottana di ferro (The Iron Petticoat), regia di Ralph Thomas (1956)
- Showdown at Ulcer Gulch (1956), regia di Shamus Culhane (corto)
- Giacomo il bello (Beau James), regia di Melville Shavelson (1957)
- Paris Holiday, regia di Gerd Oswald (1958)
- Arriva Jesse James (Alias Jesse James), regia di Norman Z. McLeod (1959)
- Un adulterio difficile (The Facts of Life), regia di Melvin Frank (1960)
- Uno scapolo in paradiso (Bachelor in Paradise), regia di Jack Arnold (1961)
- Astronauti per forza (The Road to Hong Kong), regia di Norman Panama (1962)
- Mia moglie ci prova (Critic's Choice), regia di Don Weis (1963)
- Chiamami buana (Call Me Bwana), regia di Gordon Douglas (1963)
- I guai di papà (A Global Affair), regia di Jack Arnold (1964)
- Lezioni d'amore alla svedese (I'll Take Sweden), regia di Frederick de Cordova (1965)
- Un bikini per Didi (Boy, Did I Get a Wrong Number!), regia di George Marshall (1966)
- Otto in fuga (Eight on the Lam), regia di George Marshall (1967)
- Mash - La guerra privata del sergente O'Farrell (The Private Navy of Sgt. O'Farrell), regia di Frank Tashlin (1968)
- How to Commit Marriage, regia di Norman Panama (1969)
- Prenotazione annullata (Cancel My Reservation), regia di Paul Bogart (1971)
- Ecco il film dei Muppet (The Muppet Movie), regia di James Frawley (1981)
- Spie come noi (Spies Like Us), regia di John Landis (1985) (Cameo)

### Televisione
- Screen Directors Playhouse – serie TV, episodio 1x12 (1955)
- L'uomo ombra (The Thin Man) – serie TV, episodio 2x04 (1958)
- I Pruitts (The Phyllis Diller Show) – serie TV, episodio 1x19 (1967)
- Autostop per il cielo (Highway to Heaven) - serie TV, episodio 4x23 (1988)

## Spettacoli teatrali (parziale)
- Ziegfeld Follies of 1936 (Broadway, 1936)

## Riconoscimenti

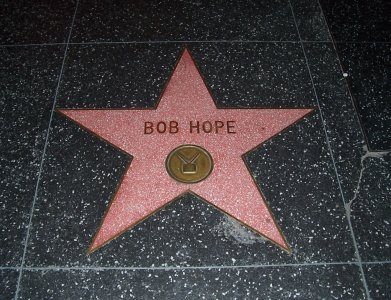
Stella di Bob Hope nella Hollywood Walk of Fame

### Oscar
- 1941 – Oscar onorario
- 1945 – Oscar onorario
- 1953 – Oscar onorario
- 1966 – Oscar onorario

### Golden Globe
- 1961 – Candidatura miglior attore in un film commedia o musicale per Un adulterio difficile
- 1962 – Candidatura miglior attore in un film commedia o musicale per Uno scapolo in paradiso

## Doppiatori italiani
Nelle versioni in italiano delle opere in cui ha recitato, Bob Hope è stato doppiato da:
- Carlo Romano in Avventura al Marocco (Orville), Avventura in Brasile, I cercatori d'oro, Come divenni padre, La congiura di Barovia, La danzatrice di Singapore, La donna e lo spettro, Il fantasma di mezzanotte, Il grande amante, Ho salvato l'America, La mia brunetta preferita, Monsieur Beaucaire, Un pazzo va alla guerra, Il re della Louisiana, Rivista di stelle, Lo scorpione d'oro, Signorine non guardate i marinai, Viso Pallido, Ai vostri ordini signora, Arriva Jesse James, Eravamo sette fratelli, Il figlio di Viso Pallido, Giacomo il bello, La grande notte di Casanova, Paris Holiday, Polizia militare, La principessa di Bali, Quel certo non so che, Il ratto delle zitelle, Uno scapolo in paradiso, Astronauti per forza, Mia moglie ci prova, La sottana di ferro
- Oreste Lionello ne Il pirata e la principessa (ridoppiaggio), Ho salvato l'America (ridoppiaggio), Mash - La guerra privata del sergente O'Farrell
- Stefano Sibaldi in Avventura a Zanzibar
- Giovanna Scotto in Avventura al Marocco (zia Lucia)
- Manlio De Angelis in Spie come noi
- Ettore Conti in La grande notte di Casanova (ridoppiaggio)
- Gianni Giuliano in La mia brunetta preferita (ridoppiaggio)

Da doppiatore è stato sostituito da:
- Giorgio Lopez ne I Simpson